# Facultad de Ciencias Físicas (Universidad Complutense de Madrid)
La Facultad de Ciencias Físicas de la Universidad Complutense de Madrid (UCM) se encuentra en Ciudad Universitaria, en la Plaza de las Ciencias. Su festividad patronal es el 15 de noviembre, San Alberto Magno.

## Historia

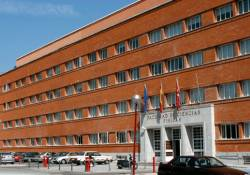
Fachada principal de la Facultad de Ciencias Físicas.

La Facultad de Ciencias Físicas nació como consecuencia de la separación en el año 1974 de la Facultad de Ciencias de la Universidad Central de Madrid en las actuales facultades de Físicas, Matemáticas, Químicas, Biológicas y Geológicas.

### El edificio
El edificio actual se comienza a construir en 1930 y al inicio de la guerra civil española se paralizan las obras y no es concluido hasta principios de los 40.
En esa época son los edificios principales de las actuales facultades de Ciencias Físicas y Químicas. En aquella época se impartían las enseñanzas de Físicas y Matemáticas. Tras la construcción de un edificio para la Facultad de Ciencias Matemáticas se procedió a la remodelación del edificio, cuyas obras finalizaron en 2016.
En abril de 2007 un colectivo de okupas invadió el ala oeste del edificio. Este hecho inspiró a los escritores David Zurdo y Ángel Gutiérrez para escribir un libro de acción en los sótanos de la facultad titulado "El Sótano".

### La física en la Facultad de Ciencias de la Universidad Central
La Facultad de Ciencias Físicas es heredera de la sección de Ciencias Físicas de la Facultad de Ciencias de la Universidad de Madrid, fundada en 1857.
A su vez esta procede de la Facultad de Filosofía, que a su vez procedía de la fusión del Colegio Imperial y los estudios de artes de la Universidad de Alcalá. Esto hace que la Universidad Complutense de Madrid tenga fondos históricos en campos como la astronomía que datan de la fundación de la universidad o incluso anteriores como es el Libro de los saberes de Astronomía. Además de estos existe una profusa colección de instrumentos antiguos para la enseñanza de la física que están expuestos en el Museo Nacional de Ciencia y Tecnología y en la primera planta de dicha facultad.

## Estudios

### Programas de grado
- Grado en Física.
- Grado en Ingeniería de Materiales.
- Grado en Ingeniería Electrónica de Comunicaciones.[12]

### Programas de máster
- Máster Universitario en Astrofísica.
- Máster Universitario en Energía.
- Máster Universitario en Física Biomédica.
- Máster Universitario en Física Nuclear (conjunto con US, UAM, UB, UGR y USAL).
- Máster Universitario en Física Teórica.
- Máster Universitario en Meteorología y Geofísica.
- Máster Universitario en Nanofísica y Materiales Avanzados.
- Máster Universitario en Nuevas Tecnologías Electrónicas y Fotónicas.

### Programas de doctorado
- Doctorado en Física.
- Doctorado Erasmus Mundus en Ciencia e Ingeniería de la Fusión / International Doctoral College in Fusion Science and Engineering (FUSION-DC).
- Doctorado en Astrofísica.

## Departamentos
- Departamento de Estructura de la Materia, Física Térmica y Electrónica.
- Departamento de Física de la Tierra y Astrofísica.
- Departamento de Física de Materiales.
- Departamento de Física Teórica.
- Departamento de Óptica.
- Sección Departamental de Arquitectura de Computadores y Automática (Ciencias Físicas).[13]

## Personajes ilustres
- Blas Cabrera.
- Nicolás Cabrera
- Juan Ignacio Cirac Sasturain.
- José de Echegaray.
- José García Santesmases.
- Álvaro Giménez Cañete.
- Julio Palacios.
- Francisco Sánchez Martínez.
- Carlos Sánchez del Río.
- Ismael Serrano, cantautor español.
- Javier Solana, político y físico español.
- Juan Manuel Rojo Alaminos, político y físico español.
- Javier Armentia.
- Telmo Fernández Castro.
- Antonio Brú.
- Arturo Duperier Vallesa.
- Emilio Lora-Tamayo.
- Manuel Toharia.
- Alberto Galindo Tixaire
- Antonio Fernández-Rañada
- Salvador Velayos.
- Antonio Hernando Grande.
- Felisa Martín Bravo.
- Antonia Roldán Fernández
- Pilar Sanjurjo.

## Otros servicios y asociaciones
- Asociación de Astrónomos Aficionados (ASAAF).
- Cultura y difusión científica.
- Grupo Complutense de Óptica Aplicada.
- Asociación de Montaña Gradiente Vertical.
- Hypatia.
- Rolatividad.[14]
- Club Deportivo de la Facultad de Ciencias Físicas de la UCM.
- Museo Virtual de Instrumentos Científicos.
- Observatorio UCM.[15]